# Matriu d'adjunts
En la terminologia matemàtica moderna, hom denomina matriu adjunta a la matriu transposada conjugada.
Donada una matriu quadrada A, la seva matriu d'adjunts o matriu de cofactors cof(A) és la que resulta de substituir cada terme aij d'A pel seu cofactor. El terme matriu adjunta adj(A) acostuma a crear confusió, ja que en molts tractats clàssics sobre àlgebra lineal correspon a la matriu de cofactors transposada, encara que en altres textos es correspon amb la matriu de cofactors, donat que anomenen de la mateixa forma l'adjunt i el cofactor. A més, també s'utilitza el símbol adj() indistintament a cof() per al càlcul en els elements d'una matriu, la qual cosa fa que la confusió sigui encara més àmplia.
L'interès principal de la matriu adjunta és que permet calcular la inversa d'una matriu, donat que es compleix la relació:
{\displaystyle \mathbf {A} ^{-1}={\frac {1}{\det \mathbf {A} }}\;{\mbox{adj}}(\mathbf {A} )}
on adj(A) correspon a la matriu de cofactors transposada, és a dir,
{\displaystyle \operatorname {adj} (\mathbf {A} )=\operatorname {cof} (\mathbf {A} )^{T}=\mathbf {C} ^{T}\,}.
Tot i això, per a matrius de dimensions elevades, aquest tipus de càlcul resulta més costós, en termes d'operacions, que altres mètodes, com ara el mètode de reducció de Gauss.

## Definició i fórmules de càlcul
Donada una matriu A, la seva matriu d'adjunts és l'única matriu B tal que:
{\displaystyle \mathbf {A} \mathbf {B} ^{T}=\mathbf {B} ^{T}\mathbf {A} =(\det \mathbf {A} )\mathbf {I} }
Aquesta definició no permet calcular directament la matriu d'adjunts (o cofactors), per la qual cosa hom defineix també la matriu d'adjunts mitjançant la següent fórmula explícita. Donades les components explícites de la matriu, {\displaystyle (a_{ij})=\mathbf {A} \in M_{n\times n}}, per a cada i i j es defineix la matriu {\displaystyle {\tilde {\mathbf {A} }}(i,j)} com la matriu d'ordre {\displaystyle (n-1)} obtinguda a partir de {\displaystyle \mathbf {A} } quan s'elimina la fila i-sima i la columna j-sima. Es defineix la quantitat:
{\displaystyle d_{ij}=(-1)^{i+j}\det {\tilde {\mathbf {A} }}(i,j)}
i obtenim que aquestes són precisament les components de la matriu d'adjunts (o cofactors), és a dir, {\displaystyle {\mbox{cof}}(\mathbf {A} )=(d_{ij})\,}.

### Matrius 2 × 2
Donada una matriu 2 × 2:
{\displaystyle \mathbf {A} ={\begin{pmatrix}a_{11}&a_{12}\\a_{21}&a_{22}\end{pmatrix}}}
la seva matriu adjunta ve definida per:
{\displaystyle {\mbox{adj}}(\mathbf {A} )=\mathbf {C} ^{T}={\begin{pmatrix}a_{22}&-a_{21}\\-a_{12}&a_{11}\end{pmatrix}}^{T}={\begin{pmatrix}a_{22}&-a_{12}\\-a_{21}&a_{11}\end{pmatrix}}}
on C és la matriu de cofactors.

### Matrius 3 × 3
Donada una matriu 3 × 3:
{\displaystyle \mathbf {A} ={\begin{pmatrix}a_{11}&a_{12}&a_{13}\\a_{21}&a_{22}&a_{23}\\a_{31}&a_{32}&a_{33}\end{pmatrix}}}
la seva matriu de cofactors ve donada per:
{\displaystyle {\begin{aligned}{\mbox{cof}}(\mathbf {A} )&={\begin{pmatrix}+\left|{\begin{matrix}a_{22}&a_{23}\\a_{32}&a_{33}\end{matrix}}\right|&-\left|{\begin{matrix}a_{21}&a_{23}\\a_{31}&a_{33}\end{matrix}}\right|&+\left|{\begin{matrix}a_{21}&a_{22}\\a_{31}&a_{32}\end{matrix}}\right|\\&&\\-\left|{\begin{matrix}a_{12}&a_{13}\\a_{32}&a_{33}\end{matrix}}\right|&+\left|{\begin{matrix}a_{11}&a_{13}\\a_{31}&a_{33}\end{matrix}}\right|&-\left|{\begin{matrix}a_{11}&a_{12}\\a_{31}&a_{32}\end{matrix}}\right|\\&&\\+\left|{\begin{matrix}a_{12}&a_{13}\\a_{22}&a_{23}\end{matrix}}\right|&-\left|{\begin{matrix}a_{11}&a_{13}\\a_{21}&a_{23}\end{matrix}}\right|&+\left|{\begin{matrix}a_{11}&a_{12}\\a_{21}&a_{22}\end{matrix}}\right|\end{pmatrix}}\\&={\begin{pmatrix}a_{22}a_{33}-a_{23}a_{32}&a_{23}a_{31}-a_{21}a_{33}&a_{21}a_{32}-a_{22}a_{31}\\a_{32}a_{13}-a_{33}a_{12}&a_{33}a_{11}-a_{31}a_{13}&a_{31}a_{12}-a_{32}a_{11}\\a_{12}a_{23}-a_{13}a_{22}&a_{13}a_{21}-a_{11}a_{23}&a_{11}a_{22}-a_{12}a_{21}\end{pmatrix}}\end{aligned}}}
i per tant, la transposada de la matriu de cofactors és la matriu adjunta:
{\displaystyle {\mbox{adj}}(\mathbf {A} )={\begin{pmatrix}+\left|{\begin{matrix}a_{22}&a_{23}\\a_{32}&a_{33}\end{matrix}}\right|&-\left|{\begin{matrix}a_{21}&a_{23}\\a_{31}&a_{33}\end{matrix}}\right|&+\left|{\begin{matrix}a_{21}&a_{22}\\a_{31}&a_{32}\end{matrix}}\right|\\&&\\-\left|{\begin{matrix}a_{12}&a_{13}\\a_{32}&a_{33}\end{matrix}}\right|&+\left|{\begin{matrix}a_{11}&a_{13}\\a_{31}&a_{33}\end{matrix}}\right|&-\left|{\begin{matrix}a_{11}&a_{12}\\a_{31}&a_{32}\end{matrix}}\right|\\&&\\+\left|{\begin{matrix}a_{12}&a_{13}\\a_{22}&a_{23}\end{matrix}}\right|&-\left|{\begin{matrix}a_{11}&a_{13}\\a_{21}&a_{23}\end{matrix}}\right|&+\left|{\begin{matrix}a_{11}&a_{12}\\a_{21}&a_{22}\end{matrix}}\right|\end{pmatrix}}^{T}}
Per a matrius 3 × 3 també pot emprar-se la següent fórmula:
{\displaystyle [{\mbox{adj}}(\mathbf {A} )]_{ij}={\frac {1}{2}}\;\epsilon _{mni}\;\epsilon _{pqj}\;a_{mp}\;a_{nq}}

#### Exemple
Un exemple seria el següent:
{\displaystyle \operatorname {adj} {\begin{pmatrix}2&1&0\\1&-1&1\\0&2&-1\end{pmatrix}}={\begin{pmatrix}-1&1&1\\1&-2&-2\\2&-4&-3\end{pmatrix}}}

### Matriusn×n
Per a matrius amb n gran, el cost computacional del càlcul dels adjunts pot ser elevat, de tal manera que, si l'objectiu és calcular la inversa d'una matriu, hom utilitza altres algorismes de càlcul que no impliquin trobar la matriu d'adjunts, com la descomposició LU, la descomposició QR o la factorització de Cholesky.
En el cas general, hom pot trobar la matriu d'adjunts mitjançant la següent expressió:
{\displaystyle [{\mbox{adj}}(\mathbf {A} )]_{ij}={\frac {1}{(n-1)!}}\;\epsilon _{i_{1}\dots i_{n-1}i}\;\epsilon _{j_{1}\dots j_{n-1}j}\;a_{i_{1}j_{1}}\;a_{i_{2}j_{2}}\;\dots \;a_{i_{n-1}j_{n-1}}}

## Propietats
Donada una matriu {\displaystyle \mathbf {A} =(a_{ij})\in M_{n\times n}}, si definim {\displaystyle \mathbf {B} =(b_{ij})={\mbox{adj}}(A)}, hom pot demostrar que les entrades {\displaystyle b_{ij}\,} poden expressar-se com a suma de monomis de grau n en les components {\displaystyle a_{ij}\,}. Això vol dir que, conforme n augmenta, el càlcul de la matriu adjunta per aplicació de fórmules directes sigui complicat, i computacionalment molt costós.
Si considerem l'operació de trobar la matriu adjunta com una funció {\displaystyle {\mbox{adj}}:M_{n\times n}\to M_{n\times n}}, hom pot veure que aquesta funció és contínua (la demostració fa servir el fet que la funció determinant és contínua). A més, hom pot observar les següents propietats:
- {\displaystyle {\mbox{adj}}(\mathbf {A} ^{T})={\mbox{adj}}(\mathbf {A} )^{T}}
- {\displaystyle {\mbox{adj}}(\mathbf {A} \mathbf {B} )={\mbox{adj}}(\mathbf {B} ){\mbox{adj}}(\mathbf {A} )}
- {\displaystyle {\mbox{adj}}(\mathbf {I} )=\mathbf {I} }
- {\displaystyle \mathbf {A} \,\mathrm {adj} (\mathbf {A} )=\mathrm {adj} (\mathbf {A} )\,\mathbf {A} =\det(\mathbf {A} )\,\mathbf {I} } per {\displaystyle \mathbf {A} \in M_{n\times n}}.
- {\displaystyle {\mbox{adj}}(\lambda \mathbf {A} )=\lambda ^{n-1}{\mbox{adj}}(\mathbf {A} )} per {\displaystyle \mathbf {A} \in M_{n\times n}}.
- {\displaystyle {\mbox{adj}}({\mbox{adj}}(\mathbf {A} ))=\det(\mathbf {A} )^{n-2}\mathbf {A} } per {\displaystyle \mathbf {A} \in M_{n\times n}}.
- {\displaystyle \det(\mathbf {A} )={\mbox{tr}}(\mathbf {A} \ {\mbox{adj}}(\mathbf {A} ))/n} per {\displaystyle \mathbf {A} \in M_{n\times n}}.
- {\displaystyle \det {\big (}\mathrm {adj} (\mathbf {A} ){\big )}=\det(\mathbf {A} )^{n-1}\,}.

Si p(t) = det(A − tI) és el polinomi característic d'A i definim el polinimi q(t) = (p(0) − p(t))/t, llavors:
{\displaystyle \mathrm {adj} (\mathbf {A} )=q(\mathbf {A} )=-(p_{1}\mathbf {I} +p_{2}\mathbf {A} +p_{3}\mathbf {A} ^{2}+\cdots +p_{n}\mathbf {A} ^{n-1})}
on {\displaystyle p_{j}\,} són els coeficients de p(t):
{\displaystyle p(t)=p_{0}+p_{1}t+p_{2}t^{2}+\cdots p_{n}t^{n}.}
La funció adjunta també apareix en la fórmula de la derivada del determinant:
{\displaystyle \det(\mathbf {A+H} )-\det(\mathbf {A} )={\mbox{tr}}({\mbox{adj}}(\mathbf {A} )\ \mathbf {H} )+o(\|\mathbf {H} \|)}